# Patrick Leclercq
Patrick Leclercq (Lilla, 2 agosto 1938) è un funzionario francese.

## Biografia
Studia al Lycée Janson-de-Sailly di Parigi, poi studia all'Institut d'études politiques de Paris e poi all'École nationale d'administration, dal 1979 al 1981 è consulente del presidente della repubblica Valéry Giscard d'Estaing e dal 1982 al 1985 è console generale a Montréal (Canada) e 1982 al 1985 è console in Giordania.
Dal 1989 al 1991 si occupa del dipartimento Africa del Nord-Medio Oriente al ministro degli affari esteri francese.
Dal 1991 al 1996 è ambasciatore in Egitto e dal 1996 al 1999 è ambasciatore in Spagna.
Dal 2000 al 2005 è Ministro di Stato del Principato di Monaco.